# 观音洞水库
观音洞水库是中国安徽省安庆市怀宁县境内的一座水库，位于长江支流大沙河上，建于1969年。水库正常库容为720万立方米，集水面积为18平方千米，海拔为53米
。